# Yu Jiang
Yu Jiang (chiń. upr. 郁江; pinyin Yù Jiāng) – rzeka w południowych Chinach, w prowincji Junnan i regionie autonomicznym Guangxi, najdłuższy prawy dopływ Xi Jiang. Powstaje z połączenia rzeki Zuo Jiang i You Jiang, jej długość wynosi ok. 850 km. Wykorzystywana do irygacji, żeglugi i celów energetycznych.